# Wegkreuz (Ailringen)

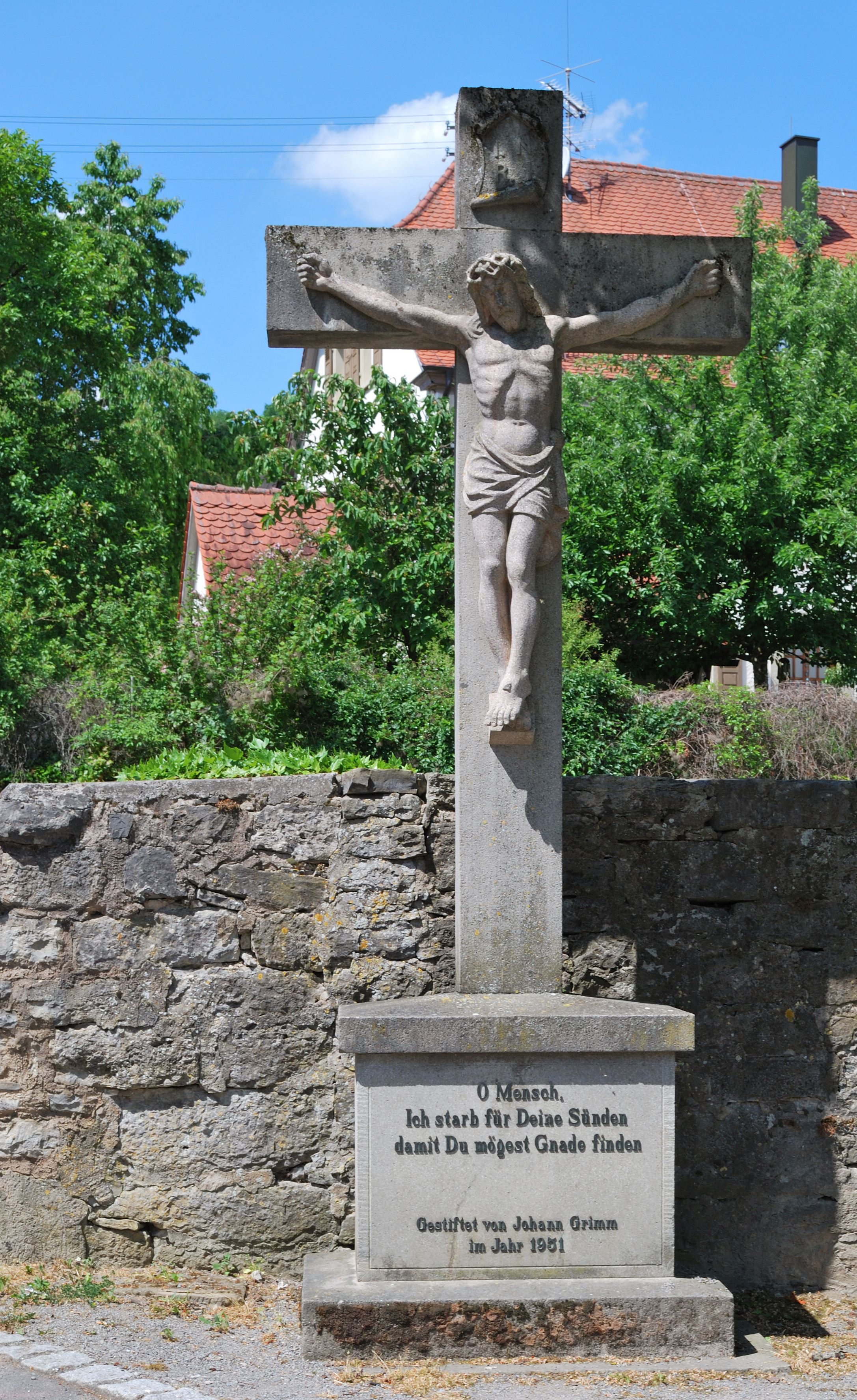
Wegkreuz in Ailringen

Das Wegkreuz in Ailringen, einem Ortsteil der Gemeinde Mulfingen im baden-württembergischen Hohenlohekreis, steht an der Marienstraße beim alten Amtshaus.
Das Wegkreuz (Wegkreuz Nr: 246016) aus Stein mit Korpus auf Sockel trägt folgende Inschrift: „O Mensch, Ich starb für Deine Sünden damit Du mögest Gnade finden Gestiftet von Johann Grimm im Jahr 1951“.